# Renault Scénic
Renault Scénic er en kompakt MPV fra den franske bilfabrikant Renault. Bilen, som blev introduceret i slutningen af 1996, bygges i Douai ved Lille i Nordfrankrig.

## Historie
Konceptet blev præsenteret i 1991 på Frankfurt Motor Show, og modellen kom på markedet i Europa i slutningen af 1996. Scénic blev derudover valgt til Årets Bil i Europa 1997.
Modellen er baseret på Renault Mégane og blev de første tre år, frem til faceliftet i sensommeren 1999, solgt under navnet Renault Mégane Scénic. Siden da har den kun heddet Scénic, mens betegnelsen Mégane er indpræget på en kunststofdel under de bageste sideruder.
I sommeren 2003 blev bilen komplet modificeret og betegnet Scénic II. I foråret 2004 kom den syvpersoners Grand Scénic på markedet. De to bageste sæder i tredje sæderække kan sænkes ned i bagagerumsgulvet. I september 2006 fik modellen et let facelift, hvor Grand Scénic også kom i en fempersoners udgave med betegnelsen XXL.
I Taiwan byggede den taiwanesiske bilfabrikant Yulon fra 2003 til 2009 de to første generationer af Renault Scénic. Fabrikanten brugte det første navn fra forbilledet og solgte bilen under navnet Renault Mégane Scénic.
Scénic var den første fremgangsrige kompakte MPV på det europæiske marked og kom efter nogle år i en firehjulstrukket version.

## Mégane Scénic (JA, 1996−2003)
Den første generation af (Mégane) Scénic blev bygget mellem december 1996 og september 1999. Den interne betegnelse var JA.

### Udstyrsvarianter
- RN
- RT
- RXE

### Tekniske data
|                                                | 1.4                 | 1.6                 | 1.6 e                           | 2.0                             | 2.0                             | 1.9 d (ikke DK)              | 1.9 dT (ikke DK)             | 1.9 dTi (ikke DK)     |
| Byggeår                                        | 12/1996–9/1999      | 12/1996–9/1999      | 12/1996–9/1999                  | 12/1996–11/1998                 | 11/1998–9/1999                  | 12/1996–9/1999               | 12/1996–10/1997              | 10/1997–9/1999        |
| Motordata                                      |                     |                     |                                 |                                 |                                 |                              |                              |                       |
| Motorkode                                      | E7J                 | K7M                 | K7M                             | F3R                             | F3R                             | F8Q                          | F8Q                          | F9Q                   |
| Motortype                                      | R4-benzinmotor      | R4-benzinmotor      | R4-benzinmotor                  | R4-benzinmotor                  | R4-benzinmotor                  | R4-dieselmotor               | R4-dieselmotor               | R4-dieselmotor        |
| Antal ventiler pr. cylinder                    | 2                   | 2                   | 2                               | 2                               | 2                               | 2                            | 2                            | 2                     |
| Ventilstyring                                  | OHC, tandrem        | OHC, tandrem        | OHC, tandrem                    | OHC, tandrem                    | OHC, tandrem                    | OHC, tandrem                 | OHC, tandrem                 | OHC, tandrem          |
| Fødesystem                                     | Monopoint           | Monopoint           | Multipoint                      | Multipoint                      | Multipoint                      | Hvirvelkammer- indsprøjtning | Hvirvelkammer- indsprøjtning | Direkte indsprøjtning |
| Trykladning                                    | –                   | –                   | –                               | –                               | –                               | –                            | Turbolader                   | Turbolader            |
| Køling                                         | Vandkøling          | Vandkøling          | Vandkøling                      | Vandkøling                      | Vandkøling                      | Vandkøling                   | Vandkøling                   | Vandkøling            |
| Boring × slaglængde                            | 75,8 × 77,0 mm      | 79,5 × 80,5 mm      | 79,5 × 80,5 mm                  | 82,7 × 93,0 mm                  | 82,7 × 93,0 mm                  | 80,0 × 93,0 mm               | 80,0 × 93,0 mm               | 80,0 × 93,0 mm        |
| Slagvolume                                     | 1390 cm³            | 1598 cm³            | 1598 cm³                        | 1998 cm³                        | 1998 cm³                        | 1870 cm³                     | 1870 cm³                     | 1870 cm³              |
| Kompressionsforhold                            | 9,5:1               | 9,0:1               | 9,5:1                           | 9,7:1                           | 9,7:1                           | 21,5:1                       | 20,5:1                       | 18,3:1                |
| Maks. effekt ved omdr./min.                    | 55 kW (75 hk) 6000  | 55 kW (75 hk) 5000  | 66 kW (90 hk) 5000              | 84 kW (114 hk) 5400             | 80 kW (109 hk) 5400             | 47 kW (64 hk) 4500           | 66 kW (90 hk) 4250           | 72 kW (98 hk) 4000    |
| Maks. drejningsmoment ved omdr./min.           | 107 Nm 4000         | 130 Nm 3400         | 137 Nm 4000                     | 168 Nm 4250                     | 168 Nm 4250                     | 118 Nm 2250                  | 176 Nm 2000                  | 200 Nm 2000           |
| Kraftoverførsel                                |                     |                     |                                 |                                 |                                 |                              |                              |                       |
| Drivende hjul                                  | Forhjul             | Forhjul             | Forhjul                         | Forhjul                         | Forhjul                         | Forhjul                      | Forhjul                      | Forhjul               |
| Gearkasse (standardudstyr)                     | 5-trins manuel      | 5-trins manuel      | 5-trins manuel                  | 5-trins manuel                  | 5-trins manuel                  | 5-trins manuel               | 5-trins manuel               | 5-trins manuel        |
| Gearkasse (ekstraudstyr)                       | –                   | –                   | 4-trins automatisk              | 4-trins automatisk              | 4-trins automatisk              | –                            | –                            | –                     |
| Præstationer                                   |                     |                     |                                 |                                 |                                 |                              |                              |                       |
| Topfart                                        | 160 km/t            | 162 km/t            | 170 km/t (165 km/t)             | 185 km/t (180 km/t)             | 185 km/t (182 km/t)             | 152 km/t                     | 174 km/t                     | 173 km/t              |
| Acceleration 0-100 km/t                        | 16,2 sek.           | 14,7 sek.           | 13,7 sek. (16,0 sek.)           | 11,1 sek. (12,5 sek.)           | 11,1 sek. (12,5 sek.)           | 18,9 sek.                    | 12,9 sek.                    | 12,7 sek.             |
| Brændstofforbrug pr. 100 km ved blandet kørsel | 6,6 liter Blyfri 95 | 6,6 liter Blyfri 95 | 6,6 liter (7,1 liter) Blyfri 95 | 7,5 liter (7,9 liter) Blyfri 95 | 7,5 liter (7,9 liter) Blyfri 95 | 5,8 liter Diesel             | 5,7 liter Diesel             | 5,1 liter Diesel      |

1. ↑  Værdier i parentes gælder for versioner med automatgear

### Phase II (1999−2003)
Den faceliftede Scénic af første generation blev bygget mellem september 1999 og juni 2003.
Udstyrsvarianter
- RT
- RXE
- RXI
- Authentique
- Dynamique
- Privilège
- Emotion
- Expression
- Sportway
- Elysée

Tekniske specifikationer
| Model         | Cylindre | Ventiler | Slagvolume cm³ | Max. effekt kW (hk) / omdr. | Max. drejningsmoment Nm / omdr. | Motorkode | 0-100 km/t sek. | Topfart km/t | Byggeår     |
| ------------- | -------- | -------- | -------------- | --------------------------- | ------------------------------- | --------- | --------------- | ------------ | ----------- |
| Benzinmotorer |          |          |                |                             |                                 |           |                 |              |             |
| 1.4 16V       | 4        | 16       | 1390           | 70 (95) / 6000              | 127 / 3750                      | K4J       | 12,9            | 173          | 1999 − 2003 |
| 1.6 16V       | 4        | 16       | 1598           | 79 (107) / 5750             | 148 / 3750                      | K4M       | 11,2            | 182          | 1999 − 2003 |
| 1.8 16V       | 4        | 16       | 1783           | 85 (115) / 5750             | 164 / 3500                      | F4P       | 10,9            | 189          | 2001 − 2003 |
| 2.0 16V       | 4        | 16       | 1998           | 102 (139) / 5500            | 188 / 3750                      | F4R       | 10,2            | 196          | 1999 − 2003 |
| Dieselmotorer |          |          |                |                             |                                 |           |                 |              |             |
| 1.9 d         | 4        | 8        | 1870           | 47 (64) / 4500              | 120 / 2250                      | F8Q       | 18,9            | 152          |             |
| 1.9 dTi       | 4        | 8        | 1870           | 59 (80) / 4000              | 160 / 2000                      | F9Q       | 15,7            | 162          | 2001 − 2003 |
| 1.9 dTi       | 4        | 8        | 1870           | 72 (98) / 4000              | 200 / 2000                      | F9Q       | 12,7            | 174          | 1999 − 2000 |
| 1.9 dCi       | 4        | 8        | 1870           | 75 (102) / 4000             | 200 / 1500                      | F9Q       | 12,8            | 173          | 2000 − 2003 |

## Anden generation (type JM)

### Phase I (2003−2006)
Anden generation af Renault Scénic blev introduceret i juni 2003. I modsætning til forgængeren var frem for alt bagpartiet modificeret og designet lænet mod anden generation af Renault Mégane. Udstyrsdetaljer og teknik var i stort omfang lånt fra Mégane, som kom på markedet et halvt år forinden. Nyt var en elektronisk parkeringsbremse fra Renault Laguna og Renault Espace.
I april 2004 kom den 23 cm længere Grand Scénic, der som ekstraudstyr kunne fås med syv siddepladser, hvoraf de to bageste kunne sænkes ned i bagagerumsgulvet.
I rammerne af et let facelift blev udstyrsdetaljer og baglygterne farve modificeret i starten af 2005. Kabinen blev også ændret i detaljer. Nakkestøtterne på bagsædet var forsynet med en ny teknik: De kunne klappes ud, og bagved sad to støtter polstret i siden.
Udstyrsvarianter
- Authentique
- Emotion
- Expression
- Privilège
- Avantage (specialmodel)
- Exception (først specialmodel, senere serieproduceret)
- Sky (specialmodel)

- Scénic bagfra
- Renault Grand Scénic
(2004–2006)

### Phase II (2006−2009)
I september 2006 blev Scénic og Grand Scénic modificeret (Phase II). Frem for alt blev forlygterne større og anderledes formet. Køleråbningerne blev udvidet, sidespejlene var nu på alle versioner lakeret i bilens farve og baglygterne forsynet med LED-teknik.
Navigationssystemet blev modificeret (Carminat 3 eller Carminat 2 Bluetooth). Målene var uforandret i forhold til den oprindelige model, men udstyrsvarianterne Extreme og Prèstige tilkom. Nogle af dieselmotorerne kunne nu fås med partikelfilter.
- Renault Scénic (2006–2009)
- Scénic bagfra
- Renault Grand Scénic
(2006–2009)

Tekniske specifikationer
| Model         | Cylindre | Ventiler | Slagvolume cm³ | Max. effekt kW (hk) / omdr. | Max. drejningsmoment Nm / omdr. | Motorkode | 0-100 km/t sek. | Topfart km/t | Byggeår     |
| ------------- | -------- | -------- | -------------- | --------------------------- | ------------------------------- | --------- | --------------- | ------------ | ----------- |
| Benzinmotorer |          |          |                |                             |                                 |           |                 |              |             |
| 1.4 16V       | 4        | 16       | 1390           | 72 (98) / 6000              | 127 / 3750                      | K4J       | 14,3            | 174          | 2003 − 2008 |
| 1.6 16V       | 4        | 16       | 1598           | 83 (113) / 6000             | 152 / 4200                      | K4M       | 12,5            | 185          | 2003 − 2006 |
| 1.6 16V       | 4        | 16       | 1598           | 82 (112) / 6000             | 152 / 4250                      | K4M       | 11,8            | 180          | 2006 − 2009 |
| 2.0 16V       | 4        | 16       | 1998           | 99 (135) / 5500             | 191 / 3750                      | F4R       | 10,3            | 195          | 2003 − 2009 |
| 2.0 16V Turbo | 4        | 16       | 1998           | 120 (163) / 5000            | 270 / 3250                      | F4Rt      | 8,6             | 206          | 2004 − 2009 |
| Dieselmotorer |          |          |                |                             |                                 |           |                 |              |             |
| 1.5 dCi       | 4        | 8        | 1461           | 60 (82) / 4000              | 185 / 2000                      | K9K       | 15,7            | 165          | 2003 − 2005 |
| 1.5 dCi       | 4        | 8        | 1461           | 63 (85) / 3750              | 200 / 1900                      | K9K       | 14,6            | 168          | 2005 − 2006 |
| 1.5 dCi       | 4        | 8        | 1461           | 74 (100) / 4000             | 200 / 2000                      | K9K       | 14,1            | 172          | 2004 − 2005 |
| 1.5 dCi       | 4        | 8        | 1461           | 78 (106) / 4000             | 240 / 2000                      | K9K       | 12,4            | 178          | 2005 − 2009 |
| 1.9 dCi       | 4        | 8        | 1870           | 88 (120) / 4000             | 300 / 2000                      | F9Q       | 12,1            | 188          | 2003 − 2005 |
| 1.9 dCi       | 4        | 8        | 1870           | 96 (130) / 4000             | 300 / 2000                      | F9Q       | 11,3            | 190          | 2005 − 2009 |
| 2.0 dCi       | 4        | 16       | 1995           | 110 (150) / 4000            | 340 / 2000                      | M9R       | 9,4             | 204          | 2006 − 2009 |

## Tredje generation (type JZ)
Den tredje generation af Renault Scénic blev introduceret i april 2009.
Ligesom forgængeren findes modellen i to karrosserivarianter (Scénic og Grand Scénic). Designet blev tilpasset Renault Mégane III. I kabinen er kontakterne, klimaanlægget, rattet m.v. identisk med Mégane III. Ligesom i Mégane kan man nu selv skifte pærerne i forlygterne.
Udstyrsvarianter
- Expression
- Dynamique

- Grand Scénic bagfra
- Renault Scénic (2009–2012)
- Scénic bagfra

### Facelifts

#### 2012
I januar 2012 fik modellen et diskret facelift.
Udstyrslisten blev udvidet med understøttende systemer som sporholdeassistent og fjernlysassistent. Derudover kan visse modeller som ekstraudstyr fås med bi-xenonforlygter med LED-dagkørelys.
Som teknisk nyhed kan Scénic og Grand Scénic fås med motorer fra Energy-serien. Udover den 1,6-liters dieselmotor med 130 hk fås også en 1,2-liters benzinmotor med 115 hk.

#### 2013
I april 2013 fulgte et yderligere facelift med ny kølergrill. Samtidig introduceredes en ny benzinmotor samt en ny SUV-agtig version, XMOD.

### Tekniske specifikationer
| Model          | Cylindre | Ventiler | Slagvolume cm³ | Max. effekt kW (hk) / omdr. | Max. drejningsmoment Nm / omdr. | Motorkode | Topfart km/t | Byggeår     |
| -------------- | -------- | -------- | -------------- | --------------------------- | ------------------------------- | --------- | ------------ | ----------- |
| Benzinmotorer  |          |          |                |                             |                                 |           |              |             |
| 1.2 TCe Energy | 4        | 16       | 1198           | 85 (115) / 6000             | 190 / 2000 − 4000               | H5Ft      |              | 2012 −      |
| 1.6 16V        | 4        | 16       | 1598           | 81 (110) / 6000             | 151 / 4250                      | K4M       | 185          | 2009 −      |
| 1.6 16V E85    | 4        | 16       | 1598           | 81 (110) / 6000             | 151 / 3750                      | K4M       | 185          | 2009 − 2010 |
| 1.4 TCe        | 4        | 16       | 1397           | 96 (130) / 5500             | 190 / 2250                      |           | 195          | 2009 −      |
| 2.0 16V aut.   | 4        | 16       | 1997           | 103 (140) / 6000            | 195 / 3750                      | M4R       | 190          | 2009 −      |
| Dieselmotorer  |          |          |                |                             |                                 |           |              |             |
| 1.5 dCi        | 4        | 8        | 1461           | 78 (106) / 4000             | 240 / 1750                      | K9K       | 180          | 2009 − 2011 |
| 1.5 dCi        | 4        | 8        | 1461           | 81 (110) / 4000             | 240 / 1750                      | K9K       | 180          | 2011 −      |
| 1.6 dCi        | 4        | 16       | 1598           | 96 (130) / 4000             | 320 / 1750                      | R9M       | 195          | 2011 −      |
| 1.9 dCi        | 4        | 8        | 1870           | 96 (130) / 3750             | 300 / 1750                      | F9Q       | 195          | 2009 − 2011 |
| 2.0 dCi        | 4        | 16       | 1995           | 118 (160) / 3750            | 380 / 1750                      | M9R       | 205          | 2009 −      |
| 2.0 dCi aut.   | 4        | 16       | 1995           | 110 (150) / 3750            | 340 / 1750                      | M9R       | 200          | 2009 −      |

## Specialmodeller

### RX4
Renault Scénic RX4 var en såkaldt SUV i MPV-form, som blev bygget mellem efteråret 2000 og midten af 2003 på basis af Scénic I Phase II. I forhold til forbilledet har RX4 seks cm højere frihøjde, en omløbende karrosseribeskyttelsesliste og en af den østrigske bilfabrik Magna Steyr udviklet undervogn med permanent firehjulstræk.
På grund af det forstærkede baghjulsophængs større pladsbehov var reservehjulet monteret på den sidehængslede bagdør. Begge motorerne har kun lidt drejningsmoment ved lave omdrejningstal, hvorfor bilen kun er begrænset terrængående.
Motorer
- 2.0 16V benzin, 102 kW (139 hk)
- 1.9 dCi diesel, 75 kW (102 hk)

### Conquest
Fra juni 2007 blev Scénic II med tilnavnet Conquest også solgt i offroaderlook. Den 20 mm højere undervogn er strammere udlagt, og karrosseriet er forsynet med mere robuste kofangere og tagræling i krom med sorte holdere.
Modellen blev officielt præsenteret på Geneve Motor Show 2007.
Med skiftet til tredje generation sluttede produktionen af Scénic Conquest i starten af 2009.
Motorer
- 1.6 16V benzin, 82 kW (112 hk)
- 2.0 16V benzin, 99 kW (135 hk)
- 1.9 dCi diesel, 96 kW (130 hk)